# Framework for Integrated Test
Framework for Integrated Test, hoặc "Fit", là một công cụ mã nguồn mở dùng để kiểm thử khách hàng tự động. Nó tích hợp công việc của khách hàng, nhà phân tích, người kiểm tra và nhà phát triển. Khách hàng cung cấp ví dụ mẫu về cách phần mềm của họ sẽ hoạt động. Các ví dụ đó sau đó được kết nối với phần mềm bằng các fixture kiểm thử do lập trình viên viết và tự động kiểm thử tính đúng đắn. Các bản mẫu của khách hàng đều được định dạng trong bảng và lưu lại dưới dạng HTML bằng các công cụ kinh doanh thông thường như Microsoft Excel. Khi Fit kiểm thử tài liệu, nó sẽ tạo một bản sao và tô màu cho các bảng màu xanh lá cây, đỏ và vàng tùy theo liệu phần mềm có hoạt động như mong đợi hay không.
Fit do chính Ward Cunningham phát minh vào năm 2002. Ông đã tạo ra phiên bản Java ban đầu của Fit. Kể từ tháng 6 năm 2005, nó sở hữu các phiên bản cập nhật dành cho Java, C#, Python, Perl, PHP và Smalltalk. Mặc dù Fit là một từ viết tắt, nhưng từ "Fit" đã xuất hiện đầu tiên, khiến nó trở thành một từ viết tắt. Fit đôi khi được in nghiêng nhưng không nên viết hoa. Nói cách khác, "Fit" và "Fit" là cách sử dụng thích hợp, nhưng "FIT" thì không.
Fit bao gồm một công cụ dòng lệnh đơn giản để kiểm thử tài liệu Fit. Có sẵn front end của bên thứ ba. Trong số này, FitNesse là phổ biến nhất. FitNesse là một IDE hoàn chỉnh cho Fit sử dụng Wiki cho front end. Kể từ tháng 6 năm 2005, FitNesse đã phân nhánh Fit ra, khiến nó không tương thích với các phiên bản Fit mới hơn, nhưng các kế hoạch đang được tiến hành để hợp nhất lại với Fit.